# Guajajara

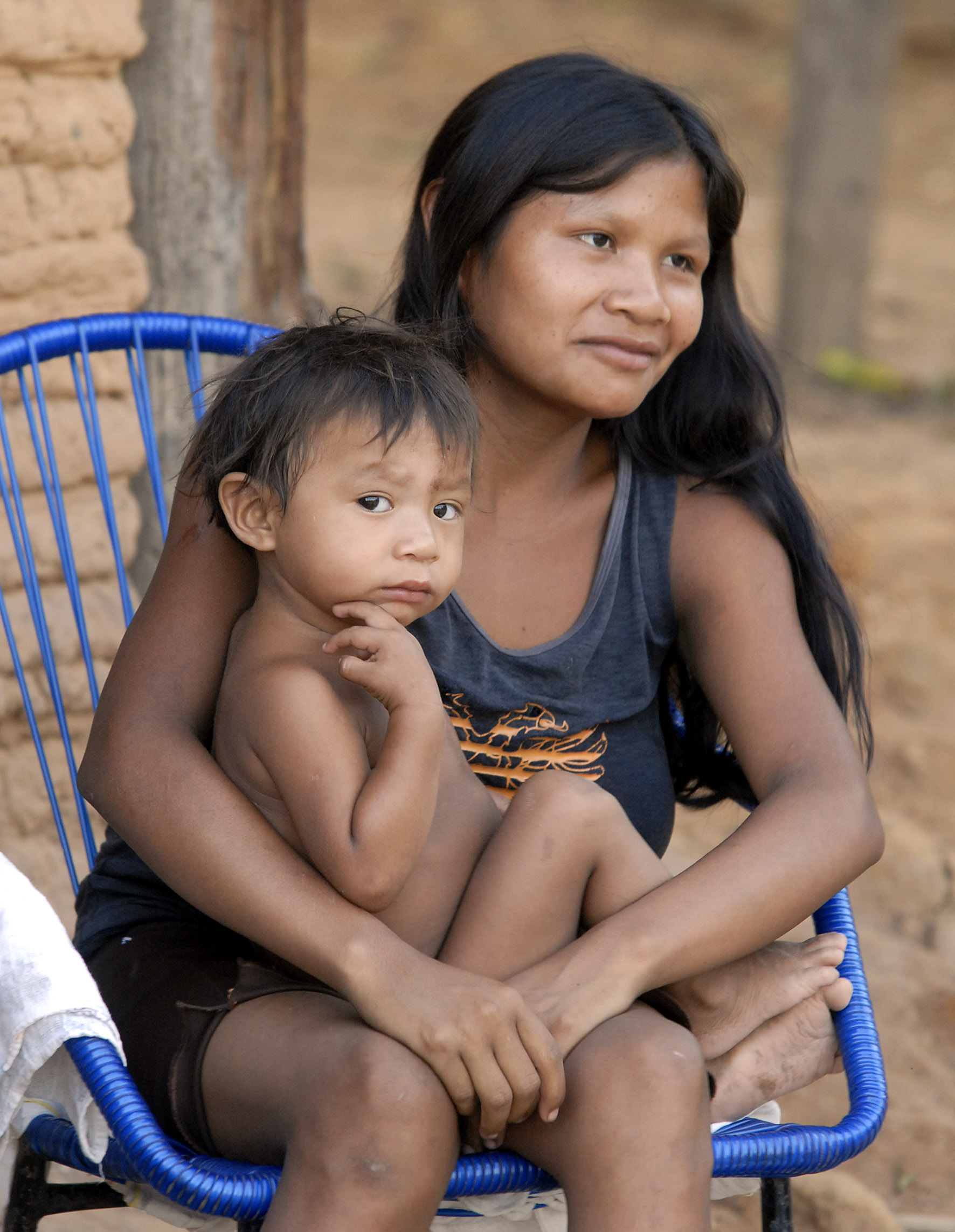
Mor och son från Guajajarafolket

Guajajara är ett urfolk i den brasilianska delstaten Maranhão. De är en av de talrikaste inhemska urbefolkningarna i Brasilien, med uppskattningsvis 13 100 medlemmar boende på ursprungsbefolkningens land.
Guajajarafolkets land och sätt att leva är idag starkt hotat. Dels på grund av skövlingen av Amazonas regnskog och dels på grund av torka och skogsbränder i och med den globala uppvärmningen.
Miljöaktivisten och politikern Sônia Guajajara tillhör Guajajarafolket.

## Historia
1901 kämpade Guajajara mot missionärer från Kapucinorden i det som betraktas som det sista brasilianska kriget mot ursprungsbefolkningen. Hövding Cauiré Imana lyckades förena många byar för att utvisa de kristna kolonisatörerna från regionen mellan städerna Barra do Corda och Grajaú. I slutändan förlorade Guajajarafolket emellertid kriget.
Guajajara betyder "ägare av den fjädrade huvudprydnaden".